# Gabriella Marcelino
Gabriella Rocha, nome artístico de Vanessa Gabriella Marcelino Rocha (Simões Filho, 30 de dezembro de 1989), é uma modelo brasileira.
Foi eleita Miss Simões Filho 2011, Miss Bahia 2011 e Vice-Miss Brasil 2011, tornando-se assim a Miss Brasil Beleza Internacional 2011. Gabriella estudou Publicidade, foi Coordenadora do concurso pela Band em 2012 e 2013 e hoje é formada em Jornalismo.

## Participação em concursos de beleza

### Miss Brasil Latina 2010
- O primeiro concurso de nível nacional que Gabriella participou foi do Miss Brasil Latina 2010, onde, representando o estado da Bahia, venceu a competição ganhando de 20 candidatas. O concurso ocorreu no dia 24 de novembro de 2009 em Recife, Pernambuco. [carece de fontes?]

### Miss América Latina 2010
- Vencendo o concurso nacional, ela representou o Brasil no Miss América Latina, que ocorreu no dia 5 de junho de 2010, ficando em 4º. Lugar. O concurso teve 28 aspirantes ao título. A vencedora foi a colombiana Carolina Angarita.[1]

### Miss Bahia 2011
- O concurso que elegeu a mais bela baiana para o concurso Miss Brasil ocorreu no dia 27 de janeiro, com a participação de 16 candidatas. Dentre elas destacou-se Gabriella Marcelino, que representava o município de Simões Filho. Em segundo lugar ficou a Miss Associação Atlética, Nathália Moinhos, e em terceiro lugar a Miss Capim Grosso, Adriana Rios.[carece de fontes?]

### Miss Brasil 2011
- Após vencer o concurso estadual, a Miss Bahia intensificou sua preparação para o concurso nacional. A baiana ficou em segundo lugar, repetindo o feito de Vanessa Magalhães 23 anos antes.[2]

### Miss Internacional 2011
Para ver todas as classificações das representantes brasileiras no concurso, vá até Brasil no Miss Internacional
- Com a segunda posição no Miss Brasil 2011, Gabriella recebeu o direito de representar o Brasil no concurso Miss Internacional 2011. Na final realizada no dia 6 de novembro, em Chengdu, na China, foi uma das quinze semifinalistas do concurso, vencido pela equatoriana Maria Fernanda Cornejo.

### Miss Panamericana 2013
Em 2013, Gabriella participou do Miss Panamericana em Hollywood, EUA, ficando em 2º lugar. Neste concurso ela também recebeu o prêmio de Mais Elegante.

## Vida pessoal
Casou-se em 06 de julho de 2019 com o empresário Raphael Marcone.